# 放射点

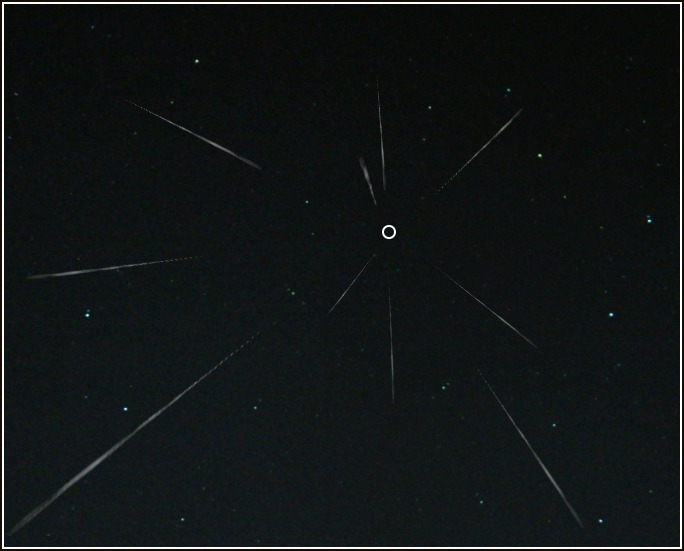
Oが 放射点

放射点（ほうしゃてん）とは、流星群に属する流星（群流星）が放射状に飛び出してくるように見える、天球上の1点のことである。輻射点（ふくしゃてん）ともいう。流星群は集団で、大きさ・向き・形が互いに似たような楕円軌道を描いて、太陽の周りを公転運動している。地球がその楕円軌道の領域に突入していくことによって、見かけ上空の1点から放射状に流星が飛び出してくるように見える。実際は流星同士の経路は平行である。
群流星は放射点から流れるが、放射点の近くにだけ流れるわけではなく、90度以上離れたところでも流れる。また、放射点に近い流星は経路が短く、90度離れたところが平均すると最も長い。そのため、流星群を観察するときは、放射点の周りだけでなく、空全体を眺めるようにすると良い。放射点の高度が高いほど、出現する流星の数は多くなる。放射点が地平線または水平線の数度以上下にある時は、その流星群の流星は全く見られない。
流星群の名前は、放射点のある星座や、その近くにある星の名前が付けられることが多い。例えばペルセウス座流星群やふたご座流星群はそれぞれペルセウス座、ふたご座に放射点がある。
放射点は、他の星と一緒に日周運動をし、星座に対してほぼ固定されている。しかし厳密にいうと、放射点は厳密に1点ではなくある程度の広がりを持っている。また、互いに平行経路の群流星と、観測者の速度ベクトルの差により放射点の位置は決まる。ところが地球は等速直線運動ではなく楕円軌道を描いて公転しているため、何日か経つと少しずつ放射点は動いていく。また、一晩の間でもわずかに放射点は動く。